# Chris Sutton
Chris Sutton (nació el 10 de marzo de 1973, Nottingham, Inglaterra) es un exfutbolista. Su último equipo fue el Aston Villa. Fue internacional con la Selección de Inglaterra en una ocasión.

## Carrera
En su carrera, Sutton ha jugado en el Norwich City, Blackburn Rovers, Chelsea, Celtic, Birmingham City y Aston Villa.
Sutton supo jugar como delantero o defensa, pero ha conseguido mayores logros como delantero. A pesar de ser muy alto, tenía un muy buen control del balón y en algunas ocasiones ha jugado de mediocampista. Sutton siempre ha sido un goleador e incluso fue goleador de la Premier League 1997/98 con 18 goles junto con Dion Dublin y Michael Owen.
Se convirtió en el jugador más caro en el fútbol inglés en 1994, al ser vendido en £5.000.000 desde Norwich City al Blackburn Rovers, en su primera temporada tuvo una gran amistad con Alan Shearer y anotó 15 goles con los que su equipo pudo ganar la liga que no obtenía desde 1914.
En la siguiente temporada no pudo repetir lo que había hecho, muchas lesiones hicieron que solo pudiera jugar 13 partidos y que no marcara goles.
Blackburn Rovers descendió en la temporada 1998-99, 4 años después de haber sido campeón, Sutton fue vendido al Chelsea por £10.000.000. Su estadía en el equipo no fue muy buena, jugó 28 partidos y anotó 1 gol. Al término de la temporada fue vendido a Celtic por solo £6.000.000.
Los goles de Sutton ayudaron al Celtic a ganar 3 ligas, 2 copas escocesas y 2 copas de la Liga, también sirvieron para llegar a la Final de la Copa de la UEFA.
Llegó al Birmingham City luego de que terminara su contrato en Celtic, las lesiones nuevamente no lo dejaron jugar, sólo estuvo en 11 partidos, pero hizo el gol de la victoria en el clásico sobre Aston Villa. Abandonó el equipo en junio debido a sus lesiones y su alto sueldo.
Sutton firmó con el Aston Villa el 3 de octubre de 2006 hasta el final de la temporada 2006/07. Este fichaje permite ver a Sutton en el mismo equipo que al anterior entrenador del Celtic, Martin O'Neill, con el que coincidió en su época en el conjunto escocés. Sutton marcó su primer gol para el club frente al Everton, el 11 de noviembre de 2006, una pelota ganadora que decidió el partido.
El 4 de julio de 2007 decidió retirarse del fútbol profesional debido a una lesión en un ojo.

## Clubes
- Norwich City - 1991-1994 (103 partidos y 35 goles)
- Blackburn Rovers - 1994-1999 (131 partidos y 50 goles)
- Chelsea - 1999-2000 (28 partidos y 1 gol)
- Celtic - 2000-2006 (130 partidos y 63 goles)
- Birmingham City - 2006 (11 partidos y 1 gol)
- Aston Villa - 2006-2007 (5 partidos y 1 gol)
- Inglaterra Sub-21 - 2000-2006 (13 partidos y 1 gol)
- Selección de Inglaterra - 2000 (1 partido)

## Palmarés

### Como jugador[1]
| Título                     | Club             | País       | Año  |
| -------------------------- | ---------------- | ---------- | ---- |
| Premier League             | Blackburn Rovers | Inglaterra | 1995 |
| Scottish Premier League    | Celtic           | Escocia    | 2001 |
| Copa de Escocia            | Celtic           | Escocia    | 2001 |
| Copa de la Liga de Escocia | Celtic           | Escocia    | 2001 |
| Scottish Premier League    | Celtic           | Escocia    | 2002 |
| Scottish Premier League    | Celtic           | Escocia    | 2004 |
| Copa de Escocia            | Celtic           | Escocia    | 2004 |
| Copa de Escocia            | Celtic           | Escocia    | 2005 |
| Scottish Premier League    | Celtic           | Escocia    | 2006 |